# Elephantomyia (Elephantomyia) boliviensis
Elephantomyia (Elephantomyia) boliviensis is een tweevleugelige uit de familie steltmuggen (Limoniidae). De soort komt voor in het Neotropisch gebied.